# Calytrix verruculosa
Calytrix verruculosa är en myrtenväxtart som beskrevs av Lyndley Alan Craven. Calytrix verruculosa ingår i släktet Calytrix och familjen myrtenväxter. Inga underarter finns listade i Catalogue of Life.